# Enrique Anleu Díaz
Enrique Anleu Díaz (* 7. Juni 1940 in Guatemala-Stadt; † 22. November 2023) war ein guatemaltekischer Komponist, Musikwissenschaftler und Musikethnologe.
Anleu absolvierte die Escuela Nacional de Artes Plásticas und studierte Musik in Argentinien. Er gründete Künstlergruppen wie den Círculo Valenti und Grupo Vértebra und war Gastdirigent des Orquestra Sinfonica Nacional de Guatemala. Daneben wirkte er als Wissenschaftler am Centro de Estudios Folklóricos (CEFOL) der Universidad de San Carlos von Guatemala und unterrichtete Harmonielehre und Komposition.

## Werke
- Los Aparecidos
- Leyendas de Guate
- Tres Danzas Criollas
- Dos Parábolas Sinfónicas

## Schriften
- Historia crítica de la música en Guatemala. Guatemala: Artemis Edinter, 1991